# Алентежу
Аленте́жу (порт. Alentejo; [ɐlẽˈtɛʒu]) — экономико-статистический регион в центральной и южной Португалии. Включает в себя округа Эвора, Бежа, Порталегре, а также южные муниципалитеты округов Сантарен и Сетубал. Территория — 31 567 км² (34 % территории страны). Население — 757 302 человека (2011 год. 7 % населения страны).

## География
Регион граничит:
- на севере — Центр, Лиссабон
- на востоке — Испания
- на юге — регион Алгарве
- на западе — Лиссабон, Атлантический океан

## Субрегионы
Регион включает в себя 5 экономико-статистических субрегионов:
- Алентежу-Сентрал
- Алентежу-Литорал
- Алту-Алентежу
- Байшу-Алентежу
- Лезирия-ду-Тежу

## Крупнейшие города
- Сантарен
- Эвора
- Бежа
- Порталегре